# Pedra rúnica de Granby
La Pedra rúnica de Granby (en danés: Granbyhällen), identificada com a U 337 en la base de dades Rundata, és una pedra rúnica d'Uppland, Suècia, que conté una de les inscripcions rúniques més llargues trobades fins hui.

## Descripció
La Pedra de Granby és un roc cobert d'una inscripció rúnica en memòria d'un pare, una mare i altres persones. Alguns dels membres de la família són coneguts per altres inscripcions rúniques: Kalfr s'esmenta en les peces O 338 i O 341 de Söderby, com en l'O 342 que és també a Granby, mentre que Ragnfríðr s'esmenta en l'O 338.

### Inscripció
En caràcters llatins:
| « | + hemik + uk + sialfi + uk + iohan + þeiʀ + lata hakua + eftʀ + faþur sin + finuiþ + uk + uarkas × uk × rahnfriþ + uk moþur sina + uk + at + ikikerþi + uk + at + kalf + uk + kiarþar + u- ...-at + (h)an ati ' ein × alt fyrst × þat × uaru × freantr þeia + koþ : hialbi + ant þaira + uiseti + risti × runa þisa | » |

En nòrdic antic
| « | Hæmingʀ ok Sialfi ok Iohan þæiʀ lata haggva æftiʀ faður sinn Finnvið, ok Vargas(?)/Varghôss(?) ok Ragnfriðr, ok moður sina, ok at Ingigærði ok at Kalf ok Gærðar o[k] <...-at>. Hann atti æinn allt fyrst. Þat vaʀu frændr þæiʀa. Guð hialpi and þæiʀa. Viseti risti runaʀ þessaʀ. | » |

En català:
| « | Hemingr i Sjalfi i Jóhan, han tallat (la pedra) en memòria de son pare Finnviðr i Vargas(?)/Varghôss(?) i Ragnfríðr i sa mare, i en memòria d'Ingigerðr i en memòria de Kalfr i Gerðarr i... A ell sol li pertanyia tot al principi. Aquests eren els seus parents. Que déu guie les seues ànimes. Véseti gravà aquestes runes. | » |

La pedra té la signatura gravada de Visäte, conegut mestre gravador de runes (erilaz), viking d'Uppland, actiu cap a finals del segle xi. La inscripció té l'estil Urnes, la darrera de les decoracions vikingues zoomòrfiques. Les inscripcions d'aquest estil tenen figures estretes d'animals que s'entrellacen en dissenys atapeïts. Els caps dels animals estan de perfil, tenen ulls en forma ametlada i amb protuberàncies arrissades damunt nassos i colls.